# Каскасу (Туркестанская область)
Каскасу (каз. Қасқасу, до 2001 г. — Вторая Пятилетка) — село в Толебийском районе Туркестанской области Казахстана. Входит в состав Каскасуйского сельского округа. Находится примерно в 27 км к востоку от центра города Ленгер. Код КАТО — 515855200.

## Население

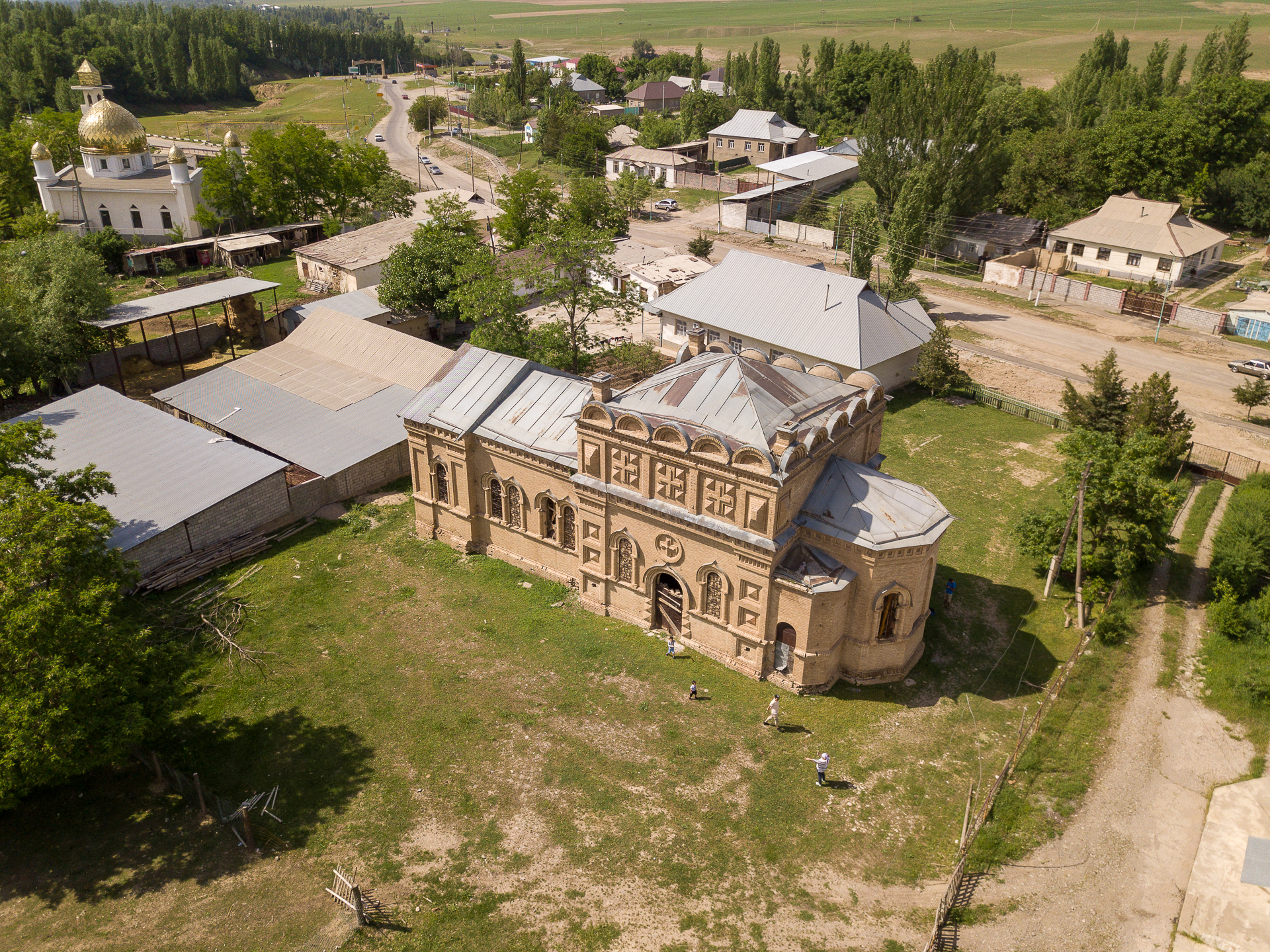
Церковь Всех Святых в селе Каскасу

В 1999 году население села составляло 1956 человек (1000 мужчин и 956 женщин). По данным переписи 2009 года, в селе проживало 2113 человек (1056 мужчин и 1057 женщин).

## Известные уроженцы
- Толепбай, Ерболат — казахский художник, заслуженный деятель искусств РК.